# Modrovka

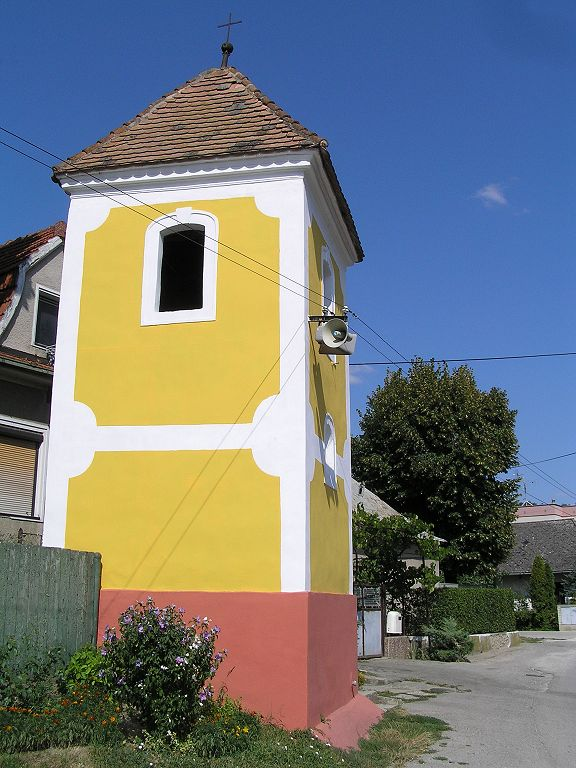
Modrovka

Modrovka (Hongaars: Kismodró) is een Slowaakse gemeente in de regio Trenčín, en maakt deel uit van het district Nové Mesto nad Váhom.
Modrovka telt 209 inwoners.